# Костюков Ігор Олегович
Ігор Олегович Костюков (нар. 21 лютого 1961, Амурська область, РРФСР, СРСР) — російський воєначальник. Заступник начальника Генерального штабу Збройних сил Російської Федерації — Начальник Головного управління Генерального штабу Збройних сил Російської Федерації з 10 грудня 2018 року. Герой Російської Федерації (2017). Адмірал (2019).

## Біографія
Народився 21 лютого 1961 року в Амурській області.
Здобув військово-морську освіту. Пізніше закінчив Військово-дипломатичну академію (нині Військова академія Міністерства оборони Російської Федерації).
Після закінчення академії служив у Головному розвідувальному управлінні (пізніше — Головне управління) Генерального штабу Збройних сил Російської Федерації (ГШ ЗС РФ). Став першим заступником начальника Головного управління ГШ ЗС РФ.
Як один з керівників російської військової розвідки, брав безпосередню участь у керівництві військовою операцією в Сирійській Арабській Республіці проти міжнародної терористичної організації « Ісламська держава».
Указом Президента Російської Федерації («закритим») у 2017 році за мужність та героїзм, виявлені при виконанні військового обов'язку, віцеадміралу Костюкову Ігореві Олеговичу присвоєно звання Героя Російської Федерації з врученням медалі « Золота Зірка».

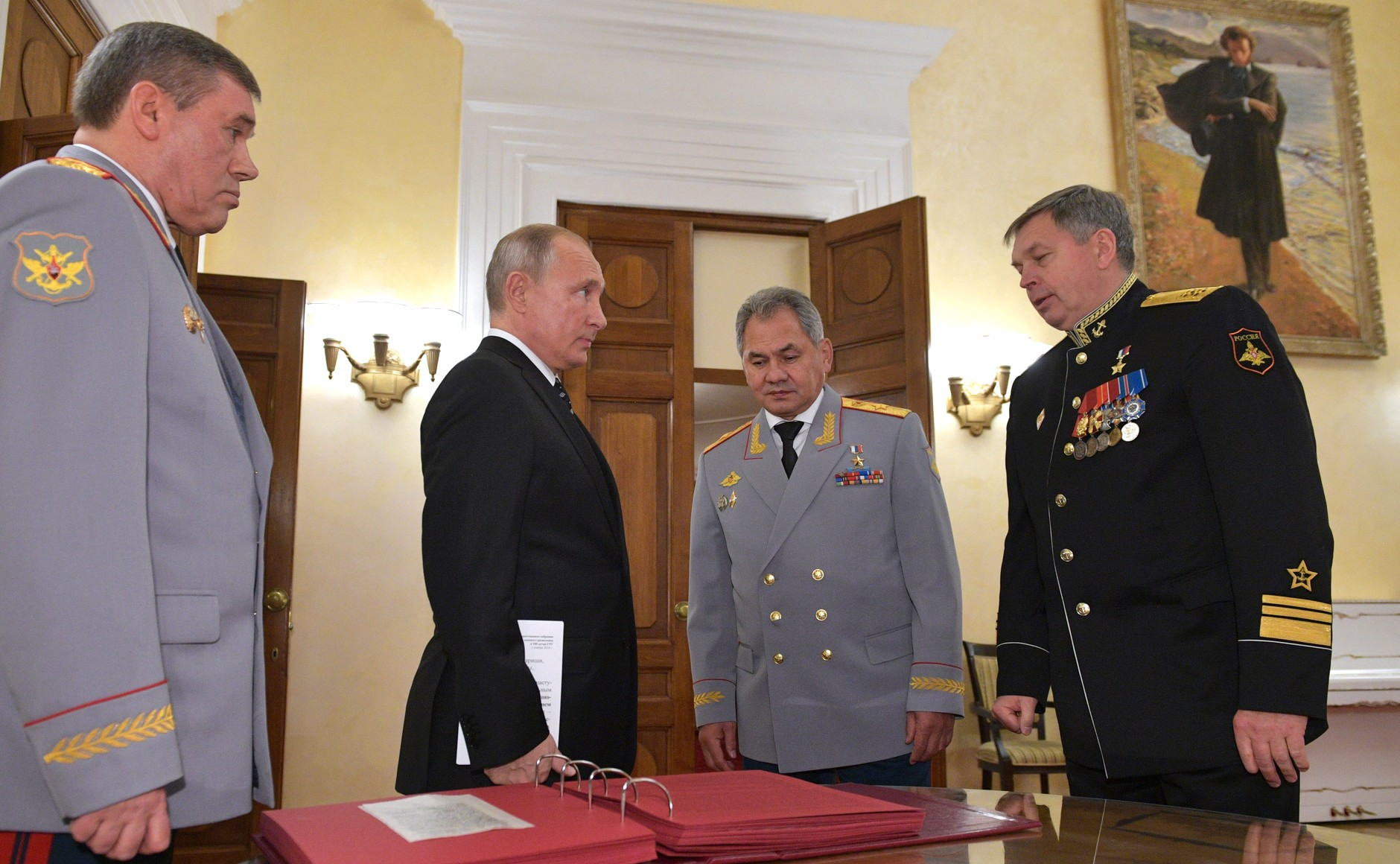
Віцеадмірал І. Костюков (праворуч) перед початком заходу, присвяченого 100-річчю створення Головного розвідувального управління Генштабу. Москва, ЦАТРА, 2 листопада 2018

Під час хвороби керівника Головного управління генерал-полковника Ігоря Коробова з осені 2018 року та після його смерті 21 листопада 2018 року віцеадмірал Ігор Костюков був тимчасово виконуючим обов'язки начальника Головного управління (ГУ) Генерального штабу за посадою, до призначення нового начальника Головного управління Російської Федерації. Ігор Костюков згадувався у ЗМІ як найімовірніший кандидат на посаду заступника начальника Генерального штабу Збройних сил Російської Федерації — начальника Головного управління Генерального штабу Збройних сил Російської Федерації.
У грудні 2018 року указом Президента Російської Федерації Ігор Костюков призначений заступником начальника Генерального штабу Збройних сил Російської Федерації — начальником Головного управління Генерального штабу Збройних сил Російської Федерації. Є першим у сучасній історії Росії вихідцем із ВМФ, який очолив військову розвідку країни.
У 2019 році присвоєно військове звання адмірал.
25 березня 2022 року в ході російського вторгнення в Україну у нього погіршився стан здоров'я. При цьому симптоми у нього, як і у міністра оборони Сергія Шойгу — дискомфорт в області серця та задишка.

## Санкції
29 грудня 2016 року включений до списку санкцій США у зв'язку з «діями з підриву демократії в США».
20 вересня 2018 року включений до списку санкцій США за втручання в американські вибори 2016 року.
21 січня 2019 року Рада ЄС із закордонних справ ввела санкції проти Ігоря Костюкова як відповідального за зберігання, перевезення та застосування отруйної речовини «Новачок» 4 березня 2018 року в Солсбері.
18 березня 2022 року доданий до санкціного списку Японії.
19 жовтня 2022 року доданий до санкційного списку України.
22 жовтня 2020 року Рада Євросоюзу та Велика Британія ввели проти Костюкова санкції за кібератаки на Бундестаг у 2015 році та ОЗХО у 2018 році.
Мінфін США 15 березня 2022 року включив Ігоря Костюкова до список із 50 росіян, санкційний контроль за якими через військову агресію Росії проти України здійснюватиметься у пріоритетному режимі. Цей перелік було вручено учасникам першого засідання спеціальної міжнародної групи, яка отримала назву REPO (Russian Elites, Proxies, and Oligarchs).

## Нагороди

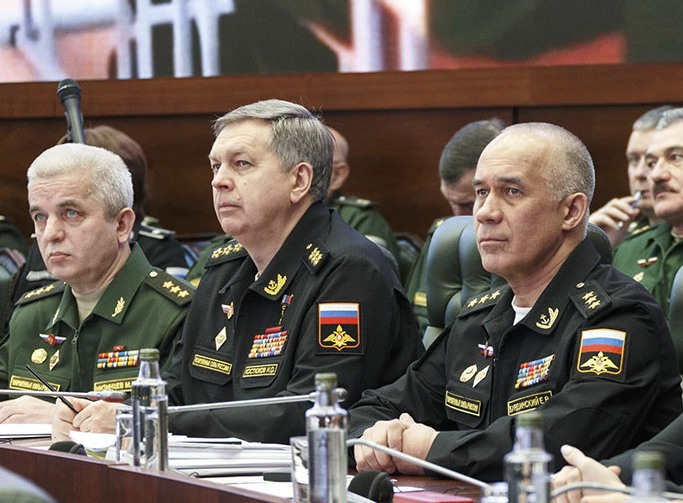
Адмірал І. Костюков (у центрі) на засіданні Колегії Міноборони Росії, 29 січня 2020

- Герой Російської Федерації (2017),
- Орден «За заслуги перед Батьківщиною» ІІІ ступеня,
- Орден «За заслуги перед Батьківщиною» IV ступеня,
- Орден Олександра Невського,
- Орден Мужності
- Орден «За військові заслуги»
- Орден Пошани,
- Медаль ордену «За заслуги перед Батьківщиною» ІІ ступеня,
- Медаль «За відвагу»,
- Інші медалі СРСР та Російської Федерації.